# پرلی جی. نوتینگ
پرلی جی. نوتینگ (انگلیسی: Perley G. Nutting؛ زاده ۱۸۷۳ - درگذشته ۱۹۴۹) یک فیزیک‌دان اهل ایالات متحده آمریکا بود.